# فرانتیشک تیکال
فرانتیشک تیکال (چکی: František Tikal؛ ۱۸ ژوئیه ۱۹۳۳ – ۱۰ اوت ۲۰۰۸) بازیکن هاکی روی یخ اهل چکسلواکی بود.
وی در مسابقات کشوری و بین‌المللی در مجموع برندهٔ ۲ مدال نقره، ۴ مدال برنز شده‌است.